# لامية العجم
لامية العجم هي قصيدة شهيرة للطغرائي المتوفى 514 هـ. وهو العميد مؤيّد الدين، أبو إسماعيل الحسين بن علي بن محمد بن عبد الصمد الدؤلي الكناني نسبا الأصبهاني مولدا وقد حاكى بها قصيدة لامية العرب للشنفرى الأزدي.
وكان قد نظمها ببغداد في سنة 505 هـ، يصف حاله ويشكو زمانه. ويقول في مطلعها:
وفيها بيت الشعر الشهير على الألسن :